# Saint-Côme-de-Fresné
Saint-Côme-de-Fresné é uma comuna francesa na região administrativa da Normandia, no departamento Calvados. Estende-se por uma área de 4,28 km². Em 2010 a comuna tinha 265 habitantes (densidade: 61,9 hab./km²).